# Cliona albimarginata
Cliona albimarginata är en svampdjursart som beskrevs av Calcinai, Bavestrello och Cerrano 2005. Cliona albimarginata ingår i släktet Cliona och familjen borrsvampar. Inga underarter finns listade i Catalogue of Life.